# Cédric Pescia
Cédric Pescia, né en 1976, est un pianiste classique franco-suisse.

## Biographie
Cédric Pescia commence ses études musicales à l’âge de sept ans. Il étudie d’abord au Conservatoire de musique de Lausanne dans la classe de Christian Favre (Premier Prix de Virtuosité avec les félicitations du jury en 1993), puis auprès de Dominique Merlet au Conservatoire de musique de Genève (Premier Prix de Virtuosité avec distinction en 1997).
Il achève ses études à l’université des arts de Berlin dans la classe de Klaus Hellwig. Parallèlement, il se perfectionne auprès de Pierre-Laurent Aimard, Daniel Barenboim, Irwin Gage, Ivan Klansky, Christian Zacharias, Ilan Gronich et du Quatuor Alban Berg.
Il collabore en tant qu'accompagnateur à plusieurs cours d’interprétation de Lied donnés par Dietrich Fischer-Dieskau. De 2003 à 2006, il est invité à l’ « International Piano Academy, Lake Como », où il étudie avec Dimitri Bashkirov, Leon Fleisher, Andreas Staier, William Grant Naboré et Fou Ts'ong notamment. Cédric Pescia a remporté le Premier Prix (Gold Medalist) de la « Gina Bachauer International Artists Piano Competition » 2002 à Salt Lake City.  Il donne alors de nombreux concerts et récitals en Europe, aux États-Unis, en Amérique du Sud et en Afrique du Nord et est invité par plusieurs festivals internationaux.
À côté de ses activités de soliste, il joue régulièrement de la musique de chambre, en particulier avec la violoniste Nurit Stark. Membre fondateur de la série lausannoise de concerts de musique de chambre « Ensemble en Scène », il en est, depuis 2006, le directeur artistique. Il a également été membre du jury du Concours Clara Haskil 2005 et 2007. Il donne des master classes aux États-Unis et en Europe, entre autres dans le cadre de l' Accademia Pianistica Internazionale "Incontri col Maestro" à Imola.

## Prix
En 2007, Cédric Pescia reçoit le prix musique de la fondation vaudoise pour la culture. Il est également lauréat de la bourse de la fondation Leenaards de Lausanne. Depuis 2002, il est soutenu par la fondation Yehudi Menuhin Live Music Now, Berlin e.V. Le duo que Cédric Pescia forme avec la violoniste Nurit Stark est soutenu par la Fondation Forberg-Schneider.

## Enregistrements
Pour Claves Records, il a enregistré les Variations Goldberg de Johann Sebastian Bach, des œuvres de Robert Schumann ainsi qu´un album consacré à François Couperin, Olivier Messiaen et Claude Debussy intitulé Les Folies Françoises. Pour le même label, il enregistre en 2008 avec la violoniste Nurit Stark un disque consacré à Georges Enesco et Ferruccio Busoni, puis les trois dernières sonates pour piano (op. 109, op. 110, op. 111) de Ludwig van Beethoven en 2009, et un CD des Sonates et Interludes de John Cage.
En 2014, il enregistre L'Art de la fugue de Bach sur son Steinway 1901.
En 2017, il enregistre Le Clavier bien tempéré de Bach,.